# Rheobatrachus
Rheobatrachus es un género de anfibios anuros de la familia Myobatrachidae, endémico de Australia. El grupo está probablemente extinto, ya que los últimos ejemplares se observaron en la década de 1980, aunque científicos de la Universidad de Nueva Gales del Sur están trabajando en su clonación.

## Especies
Se reconocen las dos especies siguientes según ASW:
- Rheobatrachus silus Liem, 1973 es la rana incubadora gástrica del sur.
- Rheobatrachus vitellinus Mahony, Tyler & Davies, 1984 es la rana incubadora gástrica del norte.